# UFC 188
UFC 188: Velasquez vs. Werdum var en MMA-gala som arrangerades av Ultimate Fighting Championship och ägde rum 13 juni 2015 i Mexico City i Mexiko. 

## Resultat
1. ↑  Titelmatch i tungvikt.